# علی شیخ دیب
علی شیخ دیب (عربی: علي عادل شيخ ديب؛ زادهٔ ۱ سپتامبر ۱۹۷۲) بازیکن فوتبال اهل سوریه بود.
از باشگاه‌هایی که در آن بازی کرده‌است می‌توان به باشگاه ورزشی الحریه اشاره کرد.
وی همچنین در تیم ملی فوتبال سوریه بازی کرده‌است.